# Grand Prix Formule 1 van Bahrein 2020
De Grand Prix Formule 1 van Bahrein 2020 werd op 29 november verreden op het Bahrain International Circuit. De race stond aanvankelijk gepland voor 22 maart 2020, maar vanwege de uitbraak van het coronavirus werd besloten om de race te verplaatsen naar 29 november als de vijftiende race van het jaar.

## Vrije trainingen

### Uitslagen
- Enkel de top vijf wordt weergegeven.

| Vrije training 1 | Pos. | Nr. | Coureur          | Constructeur              | Tijd     |
| ---------------- | ---- | --- | ---------------- | ------------------------- | -------- |
| Vrije training 1 | 1    | 44  | Lewis Hamilton   | Mercedes                  | 1:29.033 |
| Vrije training 1 | 2    | 77  | Valtteri Bottas  | Mercedes                  | 1:29.482 |
| Vrije training 1 | 3    | 11  | Sergio Pérez     | Racing Point-BWT Mercedes | 1:30.000 |
| Vrije training 1 | 4    | 55  | Carlos Sainz jr. | McLaren-Renault           | 1:30.018 |
| Vrije training 1 | 5    | 10  | Pierre Gasly     | AlphaTauri-Honda          | 1:30.049 |
| Vrije training 2 | Pos. | Nr. | Coureur          | Constructeur              | Tijd     |
| Vrije training 2 | 1    | 44  | Lewis Hamilton   | Mercedes                  | 1:28.971 |
| Vrije training 2 | 2    | 33  | Max Verstappen   | Red Bull-Honda            | 1:29.318 |
| Vrije training 2 | 3    | 77  | Valtteri Bottas  | Mercedes                  | 1:29.336 |
| Vrije training 2 | 4    | 11  | Sergio Pérez     | Racing Point-BWT Mercedes | 1:29.403 |
| Vrije training 2 | 5    | 3   | Daniel Ricciardo | Renault                   | 1:29.462 |
| Vrije training 3 | Pos. | Nr. | Coureur          | Constructeur              | Tijd     |
| Vrije training 3 | 1    | 33  | Max Verstappen   | Red Bull-Honda            | 1:28.355 |
| Vrije training 3 | 2    | 44  | Lewis Hamilton   | Mercedes                  | 1:28.618 |
| Vrije training 3 | 3    | 77  | Valtteri Bottas  | Mercedes                  | 1:28.721 |
| Vrije training 3 | 4    | 23  | Alexander Albon  | Red Bull-Honda            | 1:29.018 |
| Vrije training 3 | 5    | 55  | Carlos Sainz jr. | McLaren-Renault           | 1:29.455 |

Testcoureurs in vrije training 1:
 Robert Kubica (Alfa Romeo-Ferrari) reed in plaats van Kimi Räikkönen.
 Roy Nissany (Williams-Mercedes) reed in plaats van George Russell.

## Kwalificatie
| Pos.                   | Nr. | Coureur            | Constructeur              | Kwalificatietijden | Kwalificatietijden | Kwalificatietijden | Grid |
| Pos.                   | Nr. | Coureur            | Constructeur              | Q1                 | Q2                 | Q3                 | Grid |
| ---------------------- | --- | ------------------ | ------------------------- | ------------------ | ------------------ | ------------------ | ---- |
| 1                      | 44  | Lewis Hamilton     | Mercedes                  | 1:28.343           | 1:27.586           | 1:27.264           | 1    |
| 2                      | 77  | Valtteri Bottas    | Mercedes                  | 1:28.767           | 1:28.063           | 1:27.553           | 2    |
| 3                      | 33  | Max Verstappen     | Red Bull-Honda            | 1:28.885           | 1:28.025           | 1:27.678           | 3    |
| 4                      | 23  | Alexander Albon    | Red Bull-Honda            | 1:28.732           | 1:28.749           | 1:28.274           | 4    |
| 5                      | 11  | Sergio Pérez       | Racing Point-BWT Mercedes | 1:29.178           | 1:28.894           | 1:28.322           | 5    |
| 6                      | 3   | Daniel Ricciardo   | Renault                   | 1:29.005           | 1:28.648           | 1:28.417           | 6    |
| 7                      | 31  | Esteban Ocon       | Renault                   | 1:29.203           | 1:28.937           | 1:28.419           | 7    |
| 8                      | 10  | Pierre Gasly       | AlphaTauri-Honda          | 1:28.971           | 1:29.008           | 1:28.448           | 8    |
| 9                      | 4   | Lando Norris       | McLaren-Renault           | 1:29.464           | 1:28.877           | 1:28.542           | 9    |
| 10                     | 26  | Daniil Kvjat       | AlphaTauri-Honda          | 1:29.158           | 1:28.944           | 1:28.618           | 10   |
| 11                     | 5   | Sebastian Vettel   | Ferrari                   | 1:29.142           | 1:29.149           |                    | 11   |
| 12                     | 16  | Charles Leclerc    | Ferrari                   | 1:29.137           | 1:29.165           |                    | 12   |
| 13                     | 18  | Lance Stroll       | Racing Point-BWT Mercedes | 1:28.679           | 1:29.557           |                    | 13   |
| 14                     | 63  | George Russell     | Williams-Mercedes         | 1:29.294           | 1:31.218           |                    | 14   |
| 15                     | 55  | Carlos Sainz jr.   | McLaren-Renault           | 1:28.975           | Geen tijd          |                    | 15   |
| 16                     | 99  | Antonio Giovinazzi | Alfa Romeo-Ferrari        | 1:29.491           |                    |                    | 16   |
| 17                     | 7   | Kimi Räikkönen     | Alfa Romeo-Ferrari        | 1:29.810           |                    |                    | 17   |
| 18                     | 20  | Kevin Magnussen    | Haas-Ferrari              | 1:30.111           |                    |                    | 18   |
| 19                     | 8   | Romain Grosjean    | Haas-Ferrari              | 1:30.138           |                    |                    | 19   |
| 20                     | 6   | Nicholas Latifi    | Williams-Mercedes         | 1:30.182           |                    |                    | 20   |
| Q1 107% tijd: 1:34.527 |     |                    |                           |                    |                    |                    |      |

## Wedstrijd
De wedstrijd werd gewonnen door Lewis Hamilton die de 95ste overwinning in zijn carrière behaalde. Max Verstappen werd tweede en zijn teamgenoot Alexander Albon werd derde.
Romain Grosjean kwam in de eerste ronde in contact met Daniil Kvjat waarbij Grosjean met hoge snelheid door de vangrail schoot, hierbij brak zijn auto in tweeën en vloog in brand. De halo van de auto bleef echter intact en Grosjean wist zich zelf te bevrijden uit het brandende wrak en kwam met slechts enkele brandwonden uit de monocoque van de auto.
In de eerste ronde na de herstart kwam Lance Stroll in contact met Danill Kvjat waarbij zijn auto ondersteboven belandde. 
Drie ronden voor het einde moest Sergio Pérez zijn wagen langs de kant zetten nadat deze vuur gevat had. Hierdoor moest de safety car de baan opkomen. Door dit incident finishte de wedstrijd achter de safety car.
| Pos.               | Nr. | Coureur            | Constructeur              | Rondes | Tijd / Oorzaak uitval | Grid | Punten |
| ------------------ | --- | ------------------ | ------------------------- | ------ | --------------------- | ---- | ------ |
| 1                  | 44  | Lewis Hamilton     | Mercedes                  | 57     | 2:59:47.515           | 1    | 25     |
| 2                  | 33  | Max Verstappen     | Red Bull-Honda            | 57     | +1.254                | 3    | 19S    |
| 3                  | 23  | Alexander Albon    | Red Bull-Honda            | 57     | +8.005                | 4    | 15     |
| 4                  | 4   | Lando Norris       | McLaren-Renault           | 57     | +11.337               | 9    | 12     |
| 5                  | 55  | Carlos Sainz jr.   | McLaren-Renault           | 57     | +11.787               | 15   | 10     |
| 6                  | 10  | Pierre Gasly       | AlphaTauri-Honda          | 57     | +11.942               | 8    | 8      |
| 7                  | 3   | Daniel Ricciardo   | Renault                   | 57     | +19.368               | 6    | 6      |
| 8                  | 77  | Valtteri Bottas    | Mercedes                  | 57     | +19.680               | 2    | 4      |
| 9                  | 31  | Esteban Ocon       | Renault                   | 57     | +22.803               | 7    | 2      |
| 10                 | 16  | Charles Leclerc    | Ferrari                   | 56     | +1 ronde              | 12   | 1      |
| 11                 | 26  | Daniil Kvjat       | AlphaTauri-Honda          | 56     | +1 ronde              | 11   |        |
| 12                 | 63  | George Russell     | Williams-Mercedes         | 56     | +1 ronde              | 14   |        |
| 13                 | 5   | Sebastian Vettel   | Ferrari                   | 56     | +1 ronde              | 11   |        |
| 14                 | 6   | Nicholas Latifi    | Williams-Mercedes         | 56     | +1 ronde              | 20   |        |
| 15                 | 7   | Kimi Räikkönen     | Alfa Romeo-Ferrari        | 56     | +1 ronde              | 17   |        |
| 16                 | 99  | Antonio Giovinazzi | Alfa Romeo-Ferrari        | 56     | +1 ronde              | 16   |        |
| 17                 | 20  | Kevin Magnussen    | Haas-Ferrari              | 56     | +1 ronde              | 18   |        |
| 18                 | 11  | Sergio Pérez       | Racing Point-BWT Mercedes | 53     | Motor *               | 5    |        |
| DNF                | 18  | Lance Stroll       | Racing Point-BWT Mercedes | 2      | Ongeluk               | 13   |        |
| DNF                | 8   | Romain Grosjean    | Haas-Ferrari              | 0      | Ongeluk               | 19   |        |
| Bron: formula1.com |     |                    |                           |        |                       |      |        |

S Max Verstappen behaalde een extra punt voor het rijden van de snelste ronde.

* Sergio Pérez werd wel geklasseerd aangezien hij meer dan 90% van de raceafstand had afgelegd.

## Tussenstanden wereldkampioenschap
Betreft tussenstanden voor het wereldkampioenschap na afloop van de race.

### Coureurs
| Pos. | Nr. | Coureur          | Constructeur              | Punten |
| ---- | --- | ---------------- | ------------------------- | ------ |
| 1    | 44  | Lewis Hamilton   | Mercedes                  | 332    |
| 2    | 77  | Valtteri Bottas  | Mercedes                  | 201    |
| 3    | 33  | Max Verstappen   | Red Bull-Honda            | 189    |
| 4    | 3   | Daniel Ricciardo | Renault                   | 102    |
| 5    | 11  | Sergio Pérez     | Racing Point-BWT Mercedes | 100    |
| 6    | 16  | Charles Leclerc  | Ferrari                   | 98     |
| 7    | 55  | Lando Norris     | McLaren-Renault           | 86     |
| 8    | 4   | Carlos Sainz jr. | McLaren-Renault           | 85     |
| 9    | 23  | Alexander Albon  | Red Bull-Honda            | 85     |
| 10   | 10  | Pierre Gasly     | AlphaTauri-Honda          | 71     |

### Constructeurs
| Pos. | Constructeur              | Punten    |
| ---- | ------------------------- | --------- |
| 1    | Mercedes                  | 533       |
| 2    | Red Bull-Honda            | 274       |
| 3    | McLaren-Renault           | 171       |
| 4    | Racing Point-BWT Mercedes | 154 (169) |
| 5    | Renault                   | 144       |
| 6    | Ferrari                   | 131       |
| 7    | AlphaTauri-Honda          | 97        |
| 8    | Alfa Romeo-Ferrari        | 8         |
| 9    | Haas-Ferrari              | 3         |
| 10   | Williams-Mercedes         | 0         |